# Divine parole
Divine parole (Divinas palabras) è un film del 1987 diretto da José Luis García Sánchez.